# Alchină

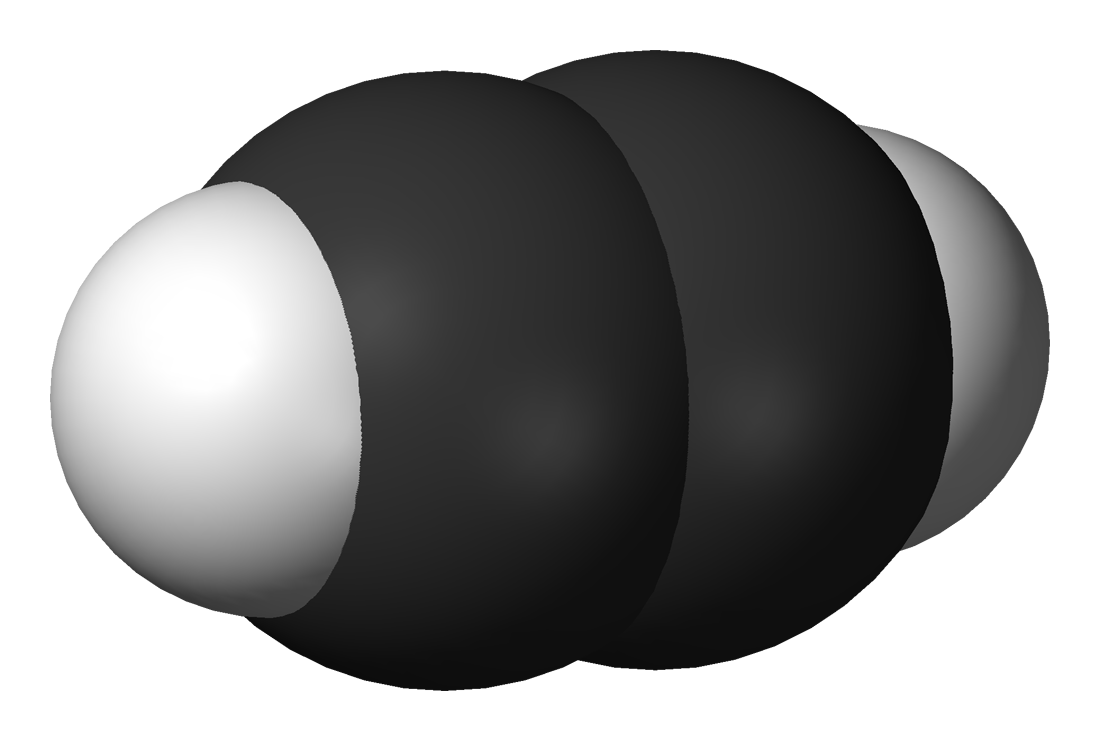
Structura tridimensională a moleculei de etină (acetilenă), cea mai simplă alchină

Structuri ale alchinelor

Alchinele (cunoscute și sub denumirea de acetilene) sunt hidrocarburi nesaturate aciclice care conțin în molecula lor o legătură triplă intre doi atomi de carbon. Ele corespund formulei moleculare {\displaystyle C_{n}H_{(2n-2)}}. Deși denumirea de acetilene se poate folosi pentru clasă, aceasta este și denumirea celei mai simple alchine, etina. În mod similar cu celelalte hidrocarburi, alchinele sunt hidrofobe.

## Nomenclatură
Se înlocuiește sufixul „-an” de la alcanii cu același număr de atomi de carbon cu sufixul „-ină”.
{\displaystyle CH\equiv CH} etină (acetilenă)
{\displaystyle CH\equiv C-CH_{3}} propină
La alchinele cu mai mult de trei atomi de carbon se indică poziția legăturii triple prin atomul de carbon care are cel mai mic număr în numerotarea catenei principale pentru această legătură.
{\displaystyle CH\equiv C-CH_{2}-CH_{3}} 1-butină
{\displaystyle CH\equiv C-CH_{2}-CH_{2}-CH_{3}} 1-pentină

## Structură
Cei doi atomi de carbon intre care există tripla legatură sunt hibridizați Sp, ceilalți atomi din catenă sunt hibridizați Sp_3
Legătura covalentă triplă nepolară {\displaystyle -C\equiv C-} este formată dintr-o legatură σ și două legături π.
Prezentând două legături π slabe ce se rup relativ ușor acetilena și în general alchinele sunt substanțe reactive.
Deși cele două legaturi π blochează rotirea liberă a celor doi atomi de carbon, alchinele nu prezintă izomerie geometrică din cauză că la cei doi atomi de carbon angajați în tripla legătură prezintă doar un singur substituent.

## Metode de obținere

### Obținere din metan(CH4){\displaystyle (CH_{4})}
- Piroliza în arc electric se realizează la trecerea metanului printr-un arc electric între doi electrozi metalici conectați la o sursă de curent continuu.

- se realizează la o temperatură de 1500 °C

{\displaystyle 2CH_{4}\longrightarrow \ CH\equiv CH+3H_{2}}
{\displaystyle CH_{4}\longrightarrow \ C+2H_{2}}
- Arderea unei părți din metan se realizează in cuptoare unde o parte din metan arde dând astfel căldura necesară celeilalte părți de metan de a trece in acetilenă.

{\displaystyle 2CH_{4}\longrightarrow \ CH\equiv CH+3H_{2}}
{\displaystyle 2CH_{4}+O_{2}\longrightarrow \ \underbrace {2CO+4H_{2}} }
gaz de sinteză

### Dehidrohalogenarea a derivaților dihalogenați geminali sau vicinali
- se realizează la încălzire cu baze tari KOH in soluție alcoolică

{\displaystyle R-CHCl-CH_{2}Cl\longrightarrow \ R-C\equiv CH\ +2HCl}
vicinal
{\displaystyle R-CCl_{2}-CH_{3}\longrightarrow \ R-C\equiv CH\ +2HCl}
geminal

## Proprietăți chimice
Alchinele au un caracter mai nesaturat decât alchenele. Reacțiile lor caracteristice sunt reacțiile de polimerizare și adiție datorită celor două legături π slabe, ce se rup relativ ușor.

### Reacția de oxidare
- Oxidare blândă în mediu neutru sau ușor bazic

{\displaystyle R-C\equiv CH\ +[O](KMnO4/HOH)\longrightarrow \ R-CO-COOH}

### Reacția de adiție (hidrogenare catalitică)
- Adiție de hidrogen

-în prezență de Pd otrăvit cu săruri de Pb:
{\displaystyle R-C\equiv CH\ +H_{2}\longrightarrow \ R-CH=CH_{2}}
-în prezență de Ni:
{\displaystyle R-C\equiv CH\ +2H_{2}\longrightarrow \ R-CH_{2}-CH_{3}}
- Adiție de halogeni
  - adiția de Br - este o reacție de identificare a nesaturării prin decolorarea apei de brom

{\displaystyle R-C\equiv CH\ +Br_{2}\longrightarrow \ Br-CH=CH-Br+Br_{2}\longrightarrow \ R-CBr_{2}-CHBr_{2}}
- - adiția de Cl

-în fază gazoasă, reacția este violentă cu explozie și rezultă cărbune și HCl
{\displaystyle CH\equiv CH\ +Cl_{2}\longrightarrow \ 2C+2HCl}
-cu solvenți inerți (tetraclorură de metil CCl4)
{\displaystyle CH\equiv CH\ +Cl_{2}\longrightarrow \ CHCl=CHCl+Cl_{2}\longrightarrow \ CHCl_{2}-CHCl_{2}}

### Reacția de obținere a acetilurilor
Alchinele sunt compuși cu caracter acid foarte slab, iar sărurile lor se numesc acetiluri. Acestea se obțin în urma reacției dintre alchinele terminale (inclusiv acetilena) cu diverși compuși metalici:
RC≡CH + R"M ↔ R"H + RC≡CM